# Руя (приток Ижмы)
Руя — река в России, протекает в Воскресенском районе Нижегородской области. Устье реки находится в 6,3 км по левому берегу реки Ижма. Длина реки составляет 16 км, площадь водосборного бассейна — 99,8 км². В 3,8 км от устья принимает справа реку Поёк (Сухая Руя).
Исток реки расположен у деревни Тиханки в 23 км к северо-востоку от посёлка Воскресенское. Река течёт на северо-запад, ближе к устью на левом берегу стоит деревня Руя. Впадает в Ижму выше деревни Ижма.

## Данные водного реестра
По данным государственного водного реестра России относится к Верхневолжскому бассейновому округу, водохозяйственный участок реки — Ветлуга от города Ветлуга и до устья, речной подбассейн реки — Волга от впадения Оки до Куйбышевского водохранилища (без бассейна Суры). Речной бассейн реки — (Верхняя) Волга до Куйбышевского водохранилища (без бассейна Оки).
По данным геоинформационной системы водохозяйственного районирования территории РФ, подготовленной Федеральным агентством водных ресурсов:
- Код водного объекта в государственном водном реестре — 08010400212110000043533
- Код по гидрологической изученности (ГИ) — 110004353
- Код бассейна — 08.01.04.002
- Номер тома по ГИ — 10
- Выпуск по ГИ — 0